# 我的父亲母亲
參數所指定的目標頁面不存在，建議更正成存在頁面或直接建立下列一個頁面（建立前請先搜尋是否有合適的存在頁面可以取代）：
- 我的父亲母亲 (电视剧)

《我的父亲母亲》（英文：The Road Home）是中国著名导演张艺谋执导的一部爱情电影，改编自鲍十小说《纪念》。主要演员有章子怡、孙红雷、郑昊等人。这部影片获得了2000年第五十届柏林国际电影节银熊奖。章子怡经过这部电影，从一个中央戏剧学院的学生成为了中国大陆的电影明星。

## 故事情节
初恋的回忆，是人生中最美妙的感觉。当父亲过世，年迈的母亲讲述她梦繫魂牵的初恋时，生子不但体味到那初恋情愫的凄美动人，甚至还分明读出对美妙人生的执着追求……
母亲乳名招娣，年轻时是远近闻名的美人，不仅心灵手巧，而且勇敢地成为十里八乡第一个自由恋爱的女孩。她暗恋上生子的父亲——一个淳朴幽默的青年教师，她以自家的青花大碗为记号，给心上人花样翻新地送最好吃的“派饭”；她通宵达旦织出最艳的“房梁红”装点他的教室；为了听到教室裡的琅琅书声，她不惜绕远路去担水；为了引起他的注意，她每天在送学生的路边等着他。
终于，招娣的美丽和诚挚打动了青年骆老师的心，他们很浪漫又很传统地相爱了。一只塑料红发卡就是他给她的爱情信物，然而，就在心灵刚刚撞击的那一刻，悲剧降临了：反右运动中，骆老师被打成右派，招娣特意为他做的晚饭蒸饺子没吃上，就被带走了。她疯了一般，怀揣蒸饺沿路追赶，人摔倒了，蒸饺烂了，青花碗也碎了……
技艺精湛的锔碗匠锔好了青花碗，却弥合不了姑娘破碎的心灵，招娣决心拖着病弱的身体去县城寻找心上人，瞎妈妈的泪水阻止不了招娣的决心。她蹒跚上路了，却昏死半途，被村裡人接回。这个时候，得知情况的骆老师偷偷逃回村裡来看望她，却在天黑前又被人带走。也正是因为如此，他们得以团聚的日子又推迟了好几年。后来他们终于相聚，此后他再也没有离开她一步，两个人相守四十年，相濡以沫，心心相印。

## 角色
| 演員   | 角色                                             |
| 孙红雷 | 生子，影片第一叙述人“我”                         |
| 章子怡 | 招娣，“我”的青年母亲                             |
| 郑昊   | 骆长余，“我”的青年父亲，从县城来三合屯支教的老师 |
| 赵玉莲 | 老年母亲                                         |
| 宋玉成 | 青年村长                                         |
| 常贵发 | 老年村长                                         |

## 主创
- 监制：张伟平
- 编剧：鲍十
- 摄影：侯咏
- 剪辑：翟茹
- 服装设计：佟华苗
- 美术指导：曹久平
- 作曲：三宝
- 录音：武拉拉
- 副导演：郦虹
- 演奏：亚洲爱乐乐团

## 奖项
| 年份   | 頒獎典禮                           | 獎項                     | 名單         | 結果 |
| ------ | ---------------------------------- | ------------------------ | ------------ | ---- |
| 2000年 | 第二十届金鸡奖                     | 最佳故事片奖             | 我的父親母親 | 獲獎 |
| 2000年 | 第二十届金鸡奖                     | 最佳导演奖               | 张艺谋       | 獲獎 |
| 2000年 | 第二十届金鸡奖                     | 最佳摄影奖               | 侯咏         | 獲獎 |
| 2000年 | 第二十届金鸡奖                     | 最佳美术奖               | 曹久平       | 獲獎 |
| 2000年 | 第二十三届百花奖                   | 最佳故事片奖             | 我的父親母親 | 獲獎 |
| 2000年 | 第二十三届百花奖                   | 最佳女演员奖             | 章子怡       | 獲獎 |
| 2000年 | 第六届华表奖                       | 优秀故事片奖             | 我的父親母親 | 獲獎 |
| 2000年 | 第五十届柏林国际电影节             | 評審團大獎银熊奖         | 我的父親母親 | 獲獎 |
| 2001年 | 美国独立电影界盛事2001圣丹斯电影节 | 世界电影组别观众投票大奖 | 我的父親母親 | 獲獎 |
| 2001年 | 香港电影金紫荆奖                   | 十大华语片               | 我的父親母親 | 獲獎 |